# 中条町
中条町（なかじょうまち）は、かつて新潟県北蒲原郡にあった町。新潟県北東部に位置し、日本海に面していた。

## 地理
面積は84.58平方キロメートル。全長15kmにおよぶ海岸線を有する。胎内川河口に広がる典型的な扇状地。乙（きのと）地区では伏流水が自噴し、わずか標高8mの地点に高山植物のミズバショウが自生している。

### 隣接していた自治体
- 新発田市
- 北蒲原郡：黒川村
- 岩船郡：荒川町、神林村

## 歴史
中世には周辺一帯に奥山荘といわれた荘園が存在し、鎌倉時代から戦国時代までは中条氏が支配した。近世には新発田・村上という2つの城下町の中間に位置することもあり宿場町として栄えた。なお、宿場町のまち並みは合併後の2010年度に新潟県の景観づくりモデル地区に指定されている。
- 1889年（明治22年）4月1日 - 町村制施行に伴い中条村の区域を以って北蒲原郡中条町が発足。
- 1902年（明治34年）11月1日 - 柴橋村・本条村と合併し中条町を新設。
- 1955年（昭和30年）10月20日 - 加治川村の一部を編入。
- 1956年（昭和31年）9月30日 - 乙村と合併し、中条町を新設。
- 1967年（昭和42年）
  - 1月1日 - 築地村を編入。
  - 8月28日 - 羽越豪雨により飯角集落で鉄砲水（土石流）が発生。21棟のうち6棟が全壊。死者・行方不明者13人[4]。
- 1970年（昭和45年）
  - 2月1日 - 黒川村と境界の一部を変更。
  - 9月1日 - 岩船郡荒川町と境界の一部を変更。
  - 11月1日 - 一部の区域を黒川村に編入。
- 2004年（平成16年）9月17日 - 黒川村との法定合併協議会が成立。
- 2005年（平成17年）9月1日 - 黒川村と合併し、胎内市が発足。同日中条町廃止。

### 市町村合併
黒川村との1町1村による任意合併協議会が2003年12月25日に設立された。
2004年9月17日に（法定）合併協議会へ移行した。
2004年1月12日、黒川村長布川陽一は、中条町長丸岡隆二に「両町村の住民同士における信頼関係が損なわれた」として協議会の中断を通告。翌1月13日に予定されていた法定合併協議会は中止となった。

## 行政
- 町長：丸岡隆二（2004年から）

## 経済

### 産業
農業は、コシヒカリの生産を中心に、葉たばこ、チューリップの球根の生産が盛んで、チューリップの球根の生産量は日本一。特産品は、やわ肌ネギ、幻のぶどう「タノレッド・タノブラック」など。
工業は、昭和30年代に天然ガスが発見されて以降大手化学工場が進出し、アクリルなどを生産。また一部は都市ガスとして供給されている。そのほかにも大手企業の工場が進出する。天然ガスは水溶性ガスが多く、副産物としてかん水を産出しヨードの生産や温泉に利用されている。
町中心部の北西には広大な工業団地がある。

## 姉妹都市・提携都市
- 境川村（現笛吹市、山梨県）
1996年友好町村提携
- カーボンデール市（アメリカ合衆国イリノイ州）
1988年7月姉妹都市提携

## 教育

### 大学
- 南イリノイ大学新潟校
  - 1988年には中条町に日本分校（新潟校）として設置された。2004年に[要出典]提携関係を解消し、名称をインターナショナル留学カレッジに変更。2007年に閉校し校舎などの一部は開志国際高等学校に転用された。

### 高等学校
- 新潟県立中条高等学校
- 新潟県立中条工業高等学校（合併後の2008年に閉校）
- 新潟イリノイ・アメリカンハイスクール

県立高校の学区は2000年までは村上学区、2001年以降は第1学区（新発田・村上）。2000年の町内中学生の進学先高校は中条、村上、村上桜ケ丘、中条工業、新発田農業、村上女子、新発田中央の順に多かった。このほか、合併後に開志国際高等学校が開学している。

### 中学校
- 中条町立中条中学校
- 中条町立乙中学校
- 中条町立築地中学校

### 小学校
- 中条町立中条小学校
- 中条町立柴橋小学校
- 中条町立本条小学校
- 中条町立きのと小学校
- 中条町立築地小学校

## 施設
- 中条町図書館 - 中条町健康文化センター図書室から独立して2000年10月オープン[7]。
- 新潟県少年自然の家

## 交通

### 鉄道
町域はJR羽越本線の沿線となっており、町内には2つの駅があった。
- 羽越本線：中条駅 - 平木田駅

### バス
- 新潟交通北 中条営業所[8]
- コミュニティバス[8]

### 道路
高速道路
- 日本海東北自動車道：中条インターチェンジ
中条以北は合併前時点では未開通となっていた。

一般国道
- 国道7号
  - 中条黒川バイパス
- 国道113号
- 国道345号

県道（主要地方道）
- 新潟県道3号新潟新発田村上線
- 新潟県道54号中条紫雲寺線

## 娯楽
- 村松浜海水浴場[9]
- 塩の湯温泉
- 越後の里親鸞聖人総合会館西方の湯
- 中条文化劇場 - 1969年の中条町では唯一の映画館[10]。

## 名所・旧跡・観光スポット・祭事・催事
- 地本（じもと）の水芭蕉[9]
- 奥山荘歴史館[5]
- 乙寶寺（国の重要文化財「三重塔」）[9]
- はまなすの丘展望台[9]
- 長池農産物直売所「リップル」[5]
- 鳥坂城
- 中条祭り（9月3日 - 6日）
- チューリップフェスティバル[9]

## 出身著名人
- 遠藤吉三郎（藻類学者）
- 相馬佳一郎（新潟県多額納税者、農業）
- 丹呉康平（新潟県多額納税者、農業、会社重役）
- 丹後直平（衆議院議員）